# Siovata dracopis
Siovata dracopis är en fjärilsart som beskrevs av Edward Meyrick 1921. Siovata dracopis ingår i släktet Siovata och familjen Lecithoceridae. Inga underarter finns listade i Catalogue of Life.